# Фейк, Катерина
Катерина Фейк (англ. Caterina Fake; род. 13 июня 1969, Питтсбург, США) — американский предприниматель и бизнесмен, соучредитель сайтов Flickr и Hunch, один из директоров Creative Commons.

## Ранняя жизнь
Фейк родилась в Питтсбурге, штат Пенсильвания, в семье отца-американца и натурализованной матери-филиппинки. В детстве ей запрещали смотреть телевизор, и её хобби — читать стихи и играть классическую музыку.
Фейк окончила колледж Choate Rosemary Hall и поступила в колледж Смит. В 1991 году она окончила Вассарский колледж со степенью бакалавра искусств.

## Карьера
Она начала свою карьеру в качестве ведущего конструктора в Organic Online, топ-агентстве веб-разработки, где она работала на веб-сайтах для крупных компаний из списка Fortune 500, таких как McDonald’s, Colgate-Palmolive и Nike. Она была членом исследовательского штаба Research Staff at Interval Research.
В 1990-х годах Фейк была арт-директором в Salon.com, и принимала активное участие в развитии интернет-сообщества, и программного обеспечения издательской деятельности. В 1997 году она устроилась на работу в управление общественных форумов Netscape.
Летом 2002 года, она стала соучредителем Ludicorp в Ванкувере вместе со Стюартом Баттерфилдом и Джейсоном Клэссоном. Компания разработала многопользовательскую ролевую онлайн-игру под названием «Бесконечная игра» (Game Neverending). Игра не была запущена, но Фейк и Баттерфилд начали разрабатывать новый продукт под названием Flickr, который стал одним из самых популярных в мире сайтов обмена фотографиями. Flickr был приобретен Yahoo! в 2005 году. Flickr стал частью авангарда так называемых веб-сайтов 2.0, интегратором функций, таких как социальные сети, сообщества открытых интерфейсов API, пометки и алгоритмы, которые выбирали наиболее популярный контент. После поглощения, Фейк устроилась на работу в Yahoo!, где она входила в группу технических разработок, известной своими программами Hack Yahoo! и Brickhouse, быстрой среды разработки для новых продуктов. Фейк ушла из Yahoo на 13 июня 2008 года.
В июне 2009 года Фейк стала соучредителем сайта Hunch совместно с предпринимателем Крисом Диксоном. Сайт делал рекомендации для пользователей, основанные на их вкусах и мнениях. Hunch был приобретена eBay, как сообщалось, за $ 80 млн в ноябре 2011 года. eBay закрыл его в марте 2014 года.
Последним проектом Фейк является сайт Findery, который изначально назывался Pinwheel, и был запущен в ограниченном бета-тестировании в феврале 2012 года. Он был переименован в Findery в июле 2012 года. Головной офис компании находится в Сан-Франциско.

## Членство
Фейк вошла в совет директоров Creative Commons в августе 2008 года, и является председателем Совета Etsy.

## Награды и отличия
Фейк завоевала множество наград, в том числе лучшему руководителю по версии журнала BusinessWeek в 2005 году, Forbes 2005 eGang, вошла в топ-50 «Fast 50» по версии Fast Company, и вошла в топ-20 предпринимателей до 35 лет по версии журнала Red Herring. В 2006 году она вошла в список Time 100, список журнала Time о 100 самых влиятельных людях в мире, и в том же году появилась на обложке Newsweek.
В мае 2009 года она получила почётную докторскую степень в Род-Айлендской школе дизайна.

## Личная жизнь
Фейк была замужем за Стюартом Баттерфилдом, соучредителем (вместе с ней) Flickr, с 2001 по 2007 год. В 2007 году у них родилась дочь. В 2015 году она состоит в отношениях с соучредителем Jaiku Юри Энгестрёмом, и у пары есть трое детей.